# New Cuffe Parade
Les New Cuffe Parade Towers sont douze gratte-ciel en construction situés Mumbai en Inde. Ils s'élèveront à 212 mètres. Elles seront occupées par des résidences, sauf la tour 9 qui sera occupée par des bureaux. 